# فرهنگ فارسی معین

تصویر جلد سوم فرهنگ فارسی معین

فرهنگ فارسی معین معروف به فرهنگ معین یکی از فرهنگ‌های لغت یک‌زبانهٔ نامدار و بارز به فارسی است. نویسندهٔ این فرهنگ محمد معین و ناشر آن مؤسسهٔ انتشاراتیِ امیرکبیر (در تهران) است. «ویرایش متوسطِ» این فرهنگ نخستین بار در سال ۱۳۵۱ پس از درگذشت محمد معین و با کوشش سید جعفر شهیدی انتشار یافت.
فرهنگ فارسی معین در شش مجلد تدوین شده و بارها، در ایران به چاپ رسیده‌است.

## ایده‌های اولیه
عبدالرحیم جعفری در خاطرات خود به مذاکرات اولیه با معین اشاره می‌کند که قرار بوده این فرهنگ در یک جلد ۱٬۵۰۰ تا ۱٬۶۰۰ صفحه‌ای چاپ شود و ۱٬۰۰۰ تا ۱٬۱۰۰ صفحهٔ آن شامل لغات و ۵۰۰ تا ۶۰۰ صفحهٔ آن شامل اعلام باشد.

## مشخصات
فرهنگ (متوسط) معین شامل ۳ بخش لغات، ترکیبات خارجی و اعلام آن است که هرکدام از این ۳ بخش دارای مشخصاتی به شرح زیر است:
- الف – بخش لغات شامل (مواد، املاء، تلفظ، اصل و ریشه، دستور، معانی و مفاهیم، شواهد و امثله، مترادف و متضاد، توضیح، لغات مصوب فرهنگستان)
- ب – بخش ترکیبات خارجی شامل (مواد املاء، تلفظ، اصل و ریشه، دستور، معانی و شرح اعلام، شواهد، توضیح، تواریخ، نام‌های مصوب فرهنگستان) است. به‌طور کلی با استفاده از فرهنگ معین می‌توان اطلاعاتی از واژگان و اصطلاحات فارسی (ایرانی، عربی، ترکی، مغولی، هندی و واژگان زبان‌های اروپایی مستعمل در فارسی) اعم از فصیح و عامیانه پی برد، و از تلفظ، معرفت بر ریشه و وجه اشتقاق و ترکیبات و ترکیبات کلمات آگاهی یافت.

معین با اعتقاد بر اینکه هیچ فرهنگ کاملی کار یک تن نباید و نمی‌تواند باشد، با همکاری گروهی دوستان فاضل و بالغ بر ۴۰۰ دانشجو در طی ۲۰ سال و با استفاده از ۳۰۰ هزار فیش کار تنظیم فرهنگ را به پیش برد. معین برای بیان بهتر تلفظ‌ها از حروف لاتین استفاده کرد.

جدول حروف لاتین برگرفته از فرهنگ معین
جدول حروف لاتین برگرفته از فرهنگ معین
جدول حروف لاتین برگرفته از فرهنگ معین

## درگذشت محمد معین
محمد معین در پیشگفتار چاپ نخست کتابش تأکید کرده بود که فرهنگ معین وقتی رضایتش را فراهم می‌کند که دستِ‌کم سه بار کاملاً ویرایش شود، اما عمرش برای پایان یکبار این فرهنگ هم کافی نبود. به علت سکته نابه‌هنگام معین، بخش‌های پایانی از اعلام (نشانه‌ها) نیمه‌کاره ماند که پس‌ازآن بدست جعفر شهیدی به‌فرجام رسیده و به آن افزوده شد.

## نام و ارزش علمی
فرهنگ معین تنها فرهنگ بزرگی است که تنها دورهٔ شش‌جلدی آن ارزشمند است؛ چراکه در زمان محمد معین و تصدی نشر بدستِ عبدالرحیم جعفری، که بانی مالیِ این کار بود، تنها همین فرهنگ منتشر شد و در قاعده هر فرهنگ دیگری که از ایشان با نامِ «فرهنگ فارسی معین» و «فرهنگ معین» منتشر شود، ارزش علمی (دانشیک) ندارد و نباید بر آن نام «معین» را نهاد و هدف از انتشارِ چنان اثری تنها سوءاستفاده از اعتبار و شهرت این نام برای فروش فرهنگ‌های دیگر است.